# Jonas (seria 1)
Pierwsza seria serialu telewizyjnego Jonas została wyemitowana na Disney Channel Polska od 10 października 2009 do 21 sierpnia 2010 roku, zawiera ona 21 odcinków. Występuje tutaj sześć głównych postaci: Kevin Lucas (Kevin Jonas), Joe Lucas (Joe Jonas), Nick Lucas (Nick Jonas), Stella Malone (Chelsea Staub), Macy Misa (Nicole Anderson) oraz Tom Lucas (John Ducey).
Postaciami drugoplanowymi oraz gościnnymi są: Bridgit Mendler, Rebecca Creskoff, Frankie Jonas, Scheana Marie Jancan, Kara Stribling, Nate Hartley, John Lloyd Taylor, Rif Hutton, Chuck Hittinger, Millicent Martin, Peter MacKenzie, Mariah Buzolin, Samantha Boscarino, Graham Patrick Martin, Tangelia Rouse, Sara Paxton, Carly Lang, Bob Glouberman, Jim Turner, Madison Riley, Mark DeCarlo, Cindy Ambuehl oraz Chelsea Harris.

## Emisja
Serial zadebiutował 2 maja 2009 roku na Disney Channel (USA) odcinkiem „Wrong Song”, natomiast w Polsce miał swoją premierę 10 października 2009 roku. W USA ostatni odcinek serii, „Exam Jam”, wyemitowano 14 marca 2010 roku, a w Polsce 21 sierpnia 2010.

## DVD
Kompletna seria pierwsza na DVD została wydana 7 maja 2010 roku. Zawiera ona wszystkie odcinki serii pierwszej oraz dodatki specjalne: „You've Been Just JoBro'd”, wpadki i gagi.

## Główna obsada
| Bohater       | Aktor           | Polski dubbing    |
| ------------- | --------------- | ----------------- |
| Kevin Lucas   | Kevin Jonas     | Jakub Tolak       |
| Joe Lucas     | Joe Jonas       | Marcin Mroziński  |
| Nick Lucas    | Nick Jonas      | Marcin Hycnar     |
| Stella Malone | Chelsea Staub   | Agnieszka Judycka |
| Macy Misa     | Nicole Anderson | Joanna Pach       |
| Tom Lucas     | John Ducey      | Miłogost Reczek   |

## Lista odcinków
- Seria liczy 21 odcinków.
- Kevin Jonas, Joe Jonas, Nick Jonas i Chelsea Staub są obecni we wszystkich odcinkach.
- John Ducey jest nieobecny w dwóch odcinkach (13 i 18).
- Nicole Anderson jest nieobecna w czterech odcinkach (3, 9, 17 i 20).

| 1 | Fashion Victim                    | Lev L. Spiro         | Michael Curtis Roger S.H. Schulman | 21 czerwca 2009      | 21 listopada 2009    | 3.00  |
| Stella idzie na randkę z Van Dykiem i Joe jest zazdrosny. Ze złości wymachuje długopisem przypadkiem niszcząc projektowane przez nią ubrania. Ta jest na niego wściekła i próbuje się na nim zemścić. Na spotkanie z królową Anglii daje mu do założenia pstrokate i błyszczące angielskie ubrania. Piosenki: Tell Me Why Goście specjalni: Chuck Hittinger jako Van Dyke Tosh, Millicent Martin jako królowa |                                   |                      |                                    |                      |                      |       |
| 2 | Keeping It Real                   | Lev L. Spiro         | Michael Curtis Roger S.H. Schulman | 17 maja 2009         | 21 listopada 2009    | 3.40  |
| Chłopaki na prośbę mamy starają się żyć normalnie, co utrudniają im fanki. Nie mogą nawet spokojnie wynieść śmieci. Kiedy próbują oddać używane ubrania, to zostają zamknięci w domu odzieży używanej, otoczeni przez morze fanek. Piosenki: Keep It Real Gość specjalny: Kara Stribling jako mała dziewczynka |                                   |                      |                                    |                      |                      |       |
| 3 | Groovy Movies                     | Paul Hoen            | Ivan Menchell                      | 9 maja 2009          | 11 października 2009 | 2.20  |
| Mama znajduje kasety z rodzinnymi filmami. Bracia postanawiają na jej urodziny upiec tort, ale przez przypadek zalewają formą kasety z nagraniami. Jest im bardzo przykro i w ramach rekompensaty postanawiają nagrać wszystko od nowa. Nie bardzo im to wychodzi, ale ich mama i tak jest szczęśliwa. Nieobecna: Nicole Anderson jako Macy Misa |                                   |                      |                                    |                      |                      |       |
| 4 | Pizza Girl                        | Paul Hoen            | Heather MacGillvray Linda Mathious | 16 maja 2009         | 17 października 2009 | 3.40  |
| Joe, Kevin i Nick zakochują się w Marii – dziewczynie, która przynosi pizzę. Nawet układają jej piosenkę. Wszyscy trzej próbują do niej startować, więc każdy z nich prosi o poradę Stellę. Ta im tłumaczy, że jeżeli bracia startują do jednej dziewczyny, to im się to nie uda. Posługują się Świętym Prawem Jonasów, który zakazuje im trzem zarywać do jednej dziewczyny. Jednak łamią prawo i zapraszają ją do domu. Joe za daleko się posuwa, więc Nick śpiewa jej piosenkę (mówiąc jej, że to jego dzieło). Kłócą się, więc Maria wychodzi. Piosenki: Pizza Girl Gość specjalny: Scheana Marie Jancan jako Maria |                                   |                      |                                    |                      |                      |       |
| 5 | Wrong Song                        | Jerry Levine         | Ivan Menchell                      | 2 maja 2009          | 10 października 2009 | 4.00  |
| Nick poznaje w szkole dziewczynę – Penny. Mają takie same zainteresowania. Zakochuje się w niej od pierwszego wejrzenia. Spędzają ze sobą każdą wolną chwilę. W tym czasie Kevin i Joe śledzą swojego zakochanego brata. Nick pisze dla Penny piosenkę. Gdy zespół Jonas pojawia się w przebraniu na koncercie dziewczyny, czeka na nich niespodzianka. Penny gra na gitarze utwór, który napisał dla niej Nick, przypisuje jego autorstwo sobie i dedykuje go swojemu przyjacielowi Jimmiemu. Nick jest zawiedziony. Penny umawia się z zespołem Jonas, aby nagrać demo piosenki. Podczas nagrania Nick nie wytrzymuje i mówi Penny, o tym jak naprawdę było z piosenką i dochodzą do porozumienia. Ostatecznie nagrywają razem utwór. Tymczasem Stella tworzy swoją nową kolekcję ubrań dla Jonasów „Stellcrow" i testuje ją na Macy. Piosenki: Give Love a Try Gość specjalny:: Bridgit Mendler jako Penny |                                   |                      |                                    |                      |                      |       |
| 6 | Band's Best Friend                | Linda Mendoza        | Kevin Kopelow Heath Seifert        | 7 czerwca 2009       | 24 października 2009 | 3.70  |
| Do braci przyjeżdża kumpel Karl, który bardzo utrudnia im życie. Piosenki: We Got To Work It Out Goście specjalni: Nate Hartley jako Carl Schuster, John Lloyd Taylor jako pan Costello |                                   |                      |                                    |                      |                      |       |
| 7 | Chasing the Dream                 | Paul Hoen            | Kevin Kopelow Heath Seifert        | 14 czerwca 2009      | 8 listopada 2009     | 3.89  |
| Bracia potrzebują dziewczyny do chórków. Kevin postanowił zaangażować Macy, która – jak się okazuje – śpiewa fatalnie. Jonasowie nie mają odwagi jej tego powiedzieć. Prawda jednak wychodzi na jaw. Piosenki: Keep It Real Gość specjalny: Rif Hutton jako Malcolm Meckle |                                   |                      |                                    |                      |                      |       |
| 8 | That Ding You Do                  | Paul Hoen            | Heather MacGillvray Linda Mathious | 28 czerwca 2009      | 14 listopada 2009    | 3.50  |
| Joe podoba się pewna dziewczyna, lecz ona nie chce się z nim umówić, ponieważ nie lubi typu gwiazdora. Chłopak, a potem jego bracia zapisują się dla niej do orkiestry szkolnej. Joe udaje się przekonać dziewczynę do siebie. Piosenki: Blue Danube Goście specjalni: Peter MacKenzie jako pan Phelps, Mariah Buzolin jako Angelina |                                   |                      |                                    |                      |                      |       |
| 9 | Complete Repeat                   | Sean McNamara        | Ivan Menchell                      | 5 lipca 2009         | 12 grudnia 2009      | 4.03  |
| Jonasi czekają na to, aby Nick napisał piosenkę, ale nie ma weny. Bracia chcąc przywrócić Nickowi wenę, próbują odtworzyć jego cały poprzedni dzień. Piosenki: I Did It All Again Gość specjalny: Samantha Boscarino jako Amy Nieobecna: Nicole Anderson jako Macy Misa |                                   |                      |                                    |                      |                      |       |
| 10 | Love Sick                         | Paul Hoen            | Michael Curtis Roger S.H. Schulman | 2 sierpnia 2009      | 6 lutego 2010        | 3.74  |
| W domu braci będzie organizowany program Dzień Dobry, Ameryko i Jonasowie przygotowują piosenkę. Tymczasem Stella zaprasza braci na pokaz mody, ale tylko Joe ma czas, więc mają tam pójść tylko oni. Kiedy Nick i Kevin przedstawiają to spotkanie jako randkę, Joe odmawia Stelli. Później Stella próbuje wyciągnąć go na lunch, ale także odmawia. Wtedy Joe proponuje, by Stella poszła z nim na mecz koszykówki, niestety następnego dnia okazuje się, że Joe jest chory. Stella traktuje to jako wymówkę, więc żeby Stella nie poczuła się urażona, Joe jednak z nią idzie. Piosenki: Love Sick Gość specjalny: Graham Patrick Martin jako Randolph |                                   |                      |                                    |                      |                      |       |
| 11 | The Three Musketeers              | Savage Steve Holland | Kim Duran Zachary Rosenblatt       | 9 sierpnia 2009      | 13 lutego 2010       | 3.79  |
| Bracia biorą udział w przedstawieniu Trzej Muszkieterowie. Joe na próbie zapomina, co ma mówić i odchodzi z obsady przedstawienia, zastąpiony przez Van Dyke’a. Van Dyke spędza więcej czasu z Kevinem, Nickiem i Stellą, a Joe jest przez to zazdrosny. Podczas przedstawienia, kiedy Van Dyke ma pocałować Stellę, Joe wbiega na scenę i powstrzymuje Van Dyke’a. Piosenki: Tell me Why Goście specjalni: Chuck Hittinger jako Van Dyke Tosh, Tangelia Rouse jako pani Snart |                                   |                      |                                    |                      |                      |       |
| 12 | Frantic Romantic                  | Jerry Levine         | Ivan Menchell                      | 16 sierpnia 2009     | 20 lutego 2010       | bd.   |
| Podczas gdy Jonasi przebywają na imprezie, do Joego podbiega początkująca aktorka Fiona Skye i obejmuje go. Następnego dnia wszystkie gazety piszą o rzekomym związku Jonasa i Fiony. Jak się później okazuje, mało znana aktorka chciała się w ten sposób wybić, ale Joe ma dość natarczywej dziewczyny. Nick wpada na pomysł, by chłopak udawał dziecinnego i obleśnego. Jednak Skye nie daje się tak łatwo spławić. Macy wpada wtedy na genialny pomysł, aby Joe udawał, że ma dziewczynę – tajemniczą nieznajomą (w tej roli Stella). Ostatecznie w internecie pojawia się artykuł mówiący, że Fiona i Joe zerwali ze sobą. Gość specjalny: Sara Paxton jako Fiona Skye |                                   |                      |                                    |                      |                      |       |
| 13 | Detention                         | Jerry Levine         | Julie Sherman Wolfe                | 23 sierpnia 2009     | 27 lutego 2010       | bd.   |
| Jedna z koleżanek Joe, Abby, zaplątała swoje włosy o alarm pożarowy. Gdy chłopak pomaga dziewczynie, alarm nieoczekiwanie włącza się. Pani Snart, która uwielbia Jonasów, zwala całą winę na Abby i każe jej iść do kozy. Joe chce udowodnić dziewczynie, że nie jest traktowany ulgowo. Próbuje zrobić wszystko, by również trafić do kozy. Tymczasem Macy uczy Stellę różnych gier sportowych, aby nie trafiła ona do letniej szkółki. Piosenki: Tell Me Why, Keep It Real Gość specjalny: Tangelia Rouse jako pani Snart |                                   |                      |                                    |                      |                      |       |
| 14 | Karaoke Surprise [B]              | Paul Hoen            | Linda Mathious Heather MacGillvray | 6 września 2009      | 14 lipca 2010        | bd.   |
| Joe chce zrobić Stelli imprezę z okazji piętnastej rocznicy ich poznania. W urządzeniu imprezy pomaga Macy. Impreza ma być imprezą karaoke, gdyż Stella bardzo lubi karaoke. Wiele incydentów próby ukrycia imprezy przed Stellą daje jej do myślenia, że Macy i Joe chodzą ze sobą. Gdy Stella już jest na imprezie, Joe śpiewa dla niej super sprzętem karaoke jedną z jej ulubionych piosenek. Piosenki: Give Love a Try |                                   |                      |                                    |                      |                      |       |
| 15 | Home Not Alone [B]                | David Kendall        | Linda Mathious Heather MacGillvray | 20 września 2009     | 14 lipca 2010        | bd.   |
| Joe, Nick, Kevin i Frankie zostają sami w domu, ponieważ ich rodzice wyjechali na urlop. Dostają listę rzeczy, których nie mogą robić pod nieobecność rodziców, m.in. zakaz imprez. Jednak Frankie organizuje imprezę bez pozwolenia braci i mają przez to problem. Macy ma kryzys w jej fanklubie i prosi Stellę, by jej pomogła. Przez to, że Stella pomogła Macy przynosząc ubrania braci z ostatniego tournée, fanklub interesuje się tylko Stellą i wybierają ją na prezesa fanklubu. |                                   |                      |                                    |                      |                      |       |
| 16 | Forgetting Stella's Birthday [B]  | Paul Hoen            | Zachary Rosenblatt Kim Duran       | 27 września 2009     | 13 czerwca 2010      | bd.   |
| Stella ma urodziny, a Joe, Nick i Kevin całkiem o tym zapominają. Przypominają sobie o tym dopiero na drugi dzień i idą przeprosić Stellę. Mówią jej, że jest im przykro i że zrobią jej urodziny dzisiaj. Stella daje im drugą szansę. Kiedy przychodzą do domu, dowiadują się, że ma do nich przyjść krytyk w ten sam dzień, w którym mają zrobić urodziny Stelli. Nick wpada na pomysł, żeby spotkanie z krytykiem było na górze, a urodziny Stelli na dole w tym samym czasie. Jednak ten pomysł nie wypala i na drugi dzień jest na nich obrażona, ale po przeczytaniu wywiadu, w którym Joe mówi, iż Stella jest dla nich inspiracją, wybacza im. Gość specjalny: Jim Turner jako krytyk |                                   |                      |                                    |                      |                      |       |
| 17 | The Tale of the Haunted Firehouse | Paul Hoen            | Juile Sherman Wolfe                | 11 października 2009 | 31 października 2009 | bd.   |
| Kevin podejrzewa, że w domu Jonasów jest duch. Stella przychodzi i chowają się w sali do nagrań. Duch porywa Nicka. Joe, Stella i Kevin uciekają, chowając się po całym domu i robiąc nagrania. Kevin spotyka ducha, ale okazuje się, że to tylko żart wymyślony przez Nicka, Joego i Stellę, którzy mieli dość jego opowieści o duchach. Na koniec Frankie i Ojciec Jonasów straszą ich i Stellę zmieniaczem głosu, którego potem używa Nick, żeby przestraszyć Kevina i Joego. Pojawia się też prawdziwy duch. Nieobecna: Nicole Anderson jako Macy Misa |                                   |                      |                                    |                      |                      |       |
| 18 | Double Date [B]                   | Michael Curtis       | Michael Curtis Roger S.H. Schulman | 8 listopada 2009     | 14 lipca 2010        | bd.   |
| Van Dyke umawia się ze Stellą na randkę i Joe jest okropnie zazdrosny, więc psuje im randkę. Po randce, Stella i Joe przychodzą do jego domu i tam Joe wyznaje jej miłość, od tamtej pory są razem. Tymczasem Nick piecze ciastka, które daje Kevinowi, który dostaje obsesji na punkcie ciastek i wariuje, ponieważ źle działa na niego działa cukier. Gość specjalny: Chuck Hittinger jako Van Dyke Tosh |                                   |                      |                                    |                      |                      |       |
| 19 | Cold Shoulder                     | Paul Hoen            | Heather MacGillvray Linda Mathious | 6 grudnia 2009       | 14 lutego 2010       | bd.   |
| Do Kevina przyjeżdża Anya ze Skandynawii. Wszyscy się z nich śmieją, ponieważ Anya przynosi mu wstyd i przez to zrywa z Kevinem. Kevin nie wie dlaczego ona z nim zerwała i wpada na pomysł, żeby do niego wróci, gdy poczuje się jak u siebie w domu. W tym samym czasie Anya prosi Stellę żeby zrobiła z niej amerykańską dziewczynę. Piosenki: I Left My Heart in Scandinavia Gość specjalny: Madison Riley jako Anya |                                   |                      |                                    |                      |                      |       |
| 20 | Beauty and the Beat [B]           | Savage Steve Holland | Kevin Kopelow Heath Seifert        | 24 stycznia 2010     | 13 czerwca 2010      | bd.   |
| Jonasi zostają sędziami w wyborach nastolatki roku. Stella twierdzi, że takie wybory są bez sensu, bo te dziewczyny tylko ładnie wyglądają i żeby to udowodnić braciom, postanawia wystartować. Jest pewna zwycięstwa, gdyż najwięcej punktów dostaje się za pytanie, co jest złe na świecie, a ona przygotowała sobie doskonale dobraną odpowiedź. Jonasi boją się, że jeśli pójdzie jej słabo, będą musieli publicznie skrytykować przyjaciółkę. Jednak Stelli wszystko wychodzi świetnie, oprócz decydującego pytania. Stella czuje się okropnie, bo to jak się ośmieszyła, będzie tematem rozmów następnego dnia. Jednak bracia wykorzystują odpowiedź Stelli w swoim nowym teledysku, dzięki czemu odpowiedź Stelli wygląda świetnie. Piosenki: We Got To Work It Out Nieobecna: Nicole Anderson jako Macy Misa                                                                                          |                                   |                      |                                    |                      |                      |       |
| 21 | Exam Jam [B]                      | Paul Hoen            | Ivan Menchell                      | 14 marca 2010        | 21 sierpnia 2010     | 3.602 |
| Bracia Jonas mają wyjechać w trasę koncertową, ale aby tego dokonać muszą wszyscy trzej zaliczyć egzaminy końcowe w szkole. Bracia skrupulatnie przygotowują się do trasy koncertowej. Joe i Stella nie chcą się rozstawać na 2 miesiące, ale niestety nie mogą razem wyjechać. Gdy przychodzi wiadomość, że Nick jako jedyny nie zaliczył testów , bracia są załamani z powodu odwołania trasy. Na szczęście Nickowi szybko udaje się zaliczyć testy i bracia mogą wyjechać. Piosenki: „Time Is On Our Side”, „Love Sick”, „Give Love a Try”, „Scandinavia” (nowa wersja), „Work It Out”, „Keep It Real”. Nota: Gdy Stella proponuje zamówienie pizzy, Kevin mówi, by zadzwoniła po Marię. Jest to nawiązanie do odcinka „Pizza Girl”. |                                   |                      |                                    |                      |                      |       |
| - A^ Podczas premiery na Disney Channel USA. - B^ Odcinek ten ukazał się na DVD przed emisją na Disney Channel Polska. |                                   |                      |                                    |                      |                      |       |